# Mezzana Rabattone
Mezzana Rabattone (Msàna in dialetto lomellino) è un comune italiano di 454 abitanti della provincia di Pavia in Lombardia. Si trova nella bassa Lomellina, nella valle alluvionale del Po, a breve distanza dalla riva sinistra del fiume, appena a monte della confluenza del Terdoppio.

## Storia

### Etimologia e onomastica
Mezzana Rabattone nasce sul terreno appena sopraelevato dalla zona soggetta alle esondazioni del fiume Po, che nel punto dove sorge il paese ha sempre formato una pronunciata ansa il cui vertice va a toccare l’adiacente torrente Terdoppio, nella pianura della Lomellina; negli anni quindi questa località si è trovata più volte circuita dalle acque dei due corsi guadagnando il suo primo nome, “Mezzana”, terra di mezzo, dal latino “medi amnes”.
L’aggiunto “Rabattone” ha un’origine controversa, dibattuta su due fronti:
- Alcune fonti opinano il nome derivi dal fatto che il paese è stato più volte balestrato, o in dialetto antico “rabatato”, sia per mano del fiume sia per quella dell’uomo, nelle due diverse sponde del fiume.
- La seconda versione sostiene sia derivante dal cognome di una persona influente del luogo nella storia del Paese.
Questa seconda ipotesi trova credito nelle (poche) fonti disponibili, dove si può trovare un insediamento del 1400 a proprietà di “Rabattone” o “Robertone”, ma non viene accertata poiché in altri documenti catastali risalenti alla fine del XV secolo, la proprietà delle terre adiacenti al paese risulta di proprietà della famiglia Aliprandi.
Di Mezzana Rabattone, non con il nome attuale, si parla già in alcuni documenti risalenti al 1195 dove si riporta che i giudici Siro Salimbeni e Alberico di San Sisto vengono chiamati per arbitrare una controversia sul possesso di “un’isola del Po della Scavizzata” (ovvero erosa, scavata; a rafforzare il fatto che durante le piene si formasse un isolotto, una mezzana) concedendo il possesso al contestatore, il Vescovo Lanfranco di Pavia. Uno dei testimoni a processo depositò che detta isola si fosse formata “pochi giorni dopo la morte del vescovo Pietro V”, vale a dire nel 1180. In un elenco di comuni e terreni dell’allora lomellina riguardante il territorio di Zinasco e Sommo infatti compare una “scavicata episcopi”; questo fatto può essere ricondotto a Mezzana Rabattone poiché in alcuni documenti episcopali del XII secolo dove si parla di terreni adiacenti a Pancarana (oggi il comune dirimpettaio dall’altra sponda del fiume) compare un “Mezano della scavicata”, che diventerà nel XIII secolo “mezano episcopi”, Mezano ultrapo”, “mezana di Pancharana”. Nel XVI secolo le carte parrocchiali dell’insediamento umano formatosi stabilmente riportano la toponimia di “mezana di Arbatò”, Mezana Rebatonium”; solo nel 1700 si arriverà all’attuale nome.

### Storia
Il territorio di Mezzana Rabattone fece parte del feudo di Voghera fino al 1466, quando ne venne scorporato e ceduto agli Eustacchi; passò poi ai Campeggi (1685) e ai Guasco (1705). 
Con il passaggio della Lomellina ai Savoia Mezzana Rabattone divenne luogo di confine, anzi ne fu contestata l'appartenenza alla Lomellina, poiché non era stabilmente su una delle due rive. In effetti agli inizi del 1800, a seguito del decreto napoleonico che pose i confini delle province sul Po, Mezzana Rabattone fu aggregata al circondario di Voghera, nell'Oltrepò. Tuttora Mezzana, a differenza del resto della Lomellina, ha appartenuto al circondario giudiziario di Pavia e alla diocesi di Tortona fino al 14 dicembre 2023. Allora in effetti il Po circondava il territorio di Mezzana con una vasta ansa in cui ora scorre il Terdoppio nel suo ultimo tratto. 

#### Il Taglio del Po e Mezzana in Lomellina
Ancora negli anni dopo il 1800 il Po si congiungeva con il Terdoppio nella zona grossomodo tra Zinasco Nuovo e Zinasco Vecchío.
Di conseguenza nelle grosse piene annuali i due corsi d'acqua uniti venivano a minacciare specialmente gli sventurati abitati di Zinasco Vecchio costruiti sui declivi della costa, recando gravi danni alle colture. Quando le acque si ritiravano lasciavano molte zone acquitrinose ed incoltivabili.
Una petizione comunale con supplica di tutta la popolazione veniva mandata a Torino al Reggente di quell'epoca, Re Carlo Felice, il quale prese in considerazone i seri motivi di apprensione degli zinaschesi e d'accordo col marchese Mandelli di Piacenza (proprietario di vasti terreni in codesto territorio) si decideva di rettificare il corso del Po tagliando la vasta ansa con un rettifilo che portava il Po molto lontano da Zinasco Vecchio, e con un arginello di sicurezza sia all'uno che all'altro fiume si dava ai terrazzani di Zinasco Vecchio finalmente una certa sicurezza.
In seguito a questa modifica il paese di Mezzana Rabattone veniva diviso dal territorio dell'Oltrepo per entrare a far parte del comprensorio della Lomellina.
Le variazioni amministrative vanamente rincorrevano le variazioni del Po, poiché già raddrizzato il corso del fiume, Mezzana si ritrovò di nuovo sulla riva della Lomellina seppur appartenendo ancora al territorio dell'Oltrepo. Dopo il ritorno dei Savoia, con l'unità nazionale e la costituzione della provincia di Pavia, fu nuovamente riunito amministrativamente al resto della Lomellina. 

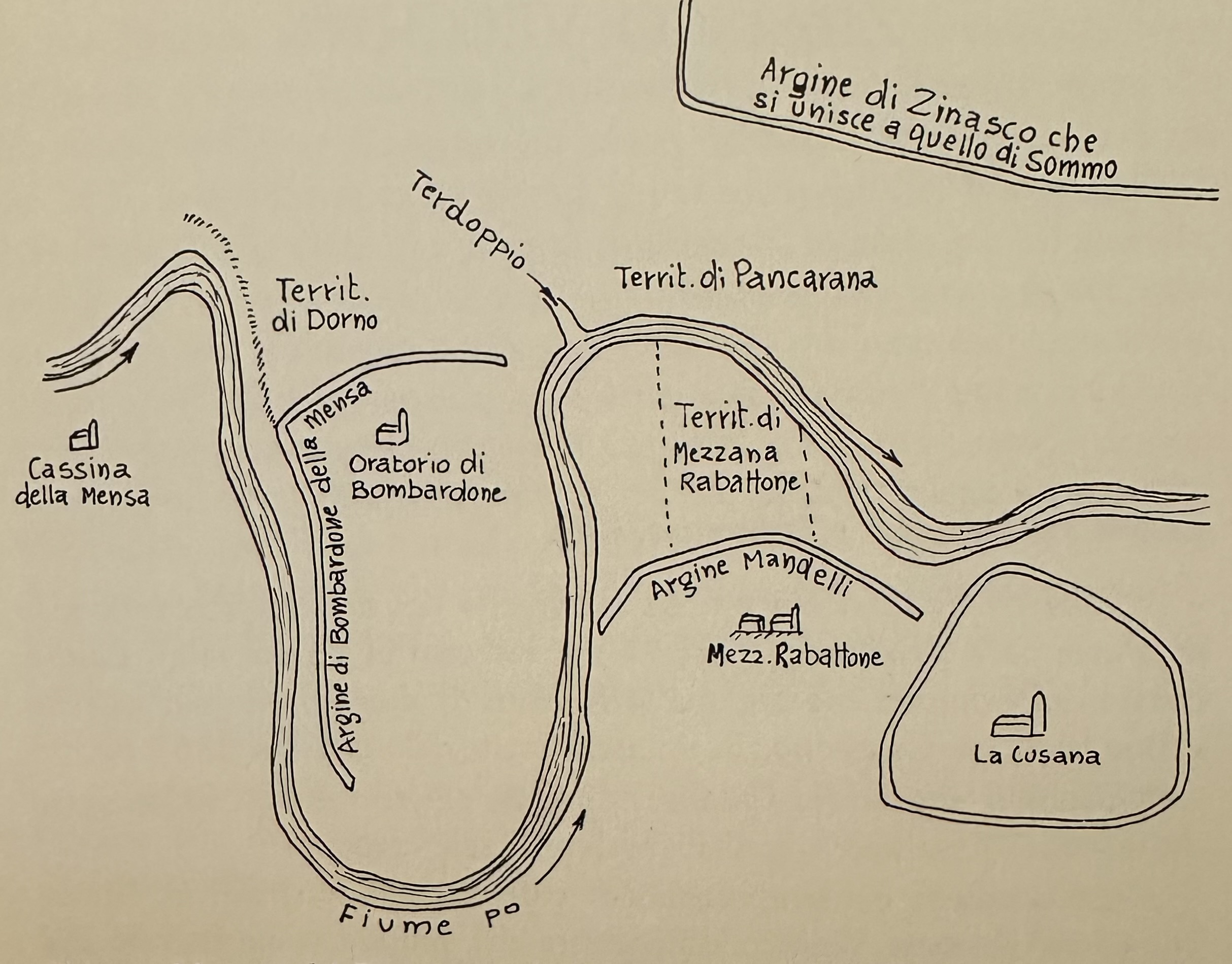
Disegno del corso del fiume Po ricavato da un mappale del 1713

##### La questione del "ponte sul Terdoppio"
Spostatosi definitivamente sulla sponda sinistra del fiume, il paese incorre nel problema di viabilità, trovandosi ora nel territorio della vecchia ansa del Po, "accerchiato" dal terdoppio. Viene costruito pertanto un ponte di legno che consente di attraversare quest'ultimo, e tramite un passaggio ricavato sulla sommità dell'argine si arriva a Mezzana da Zinasco Vecchio. Attorno al 1860-61 si progetta e costruisce una vera strada, che parte da Zinasco Vecchio per arrivare direttamente dentro al paese (attualmente, la SP30); serve un nuovo ponte, più moderno, robusto e in cemento, così nel 1893 iniziarono le pratiche e le richieste; tuttavia le dispute locali tra i due comuni, con Mezzana sostenente che vada pagato da Zinasco, in quanto il taglio del Po è stato fatto per giovare a loro, e Zinasco controbattente asserendo che il ponte serve alla popolazione di Mezzana, si sono protratte per oltre 30 anni, fermando tutto.

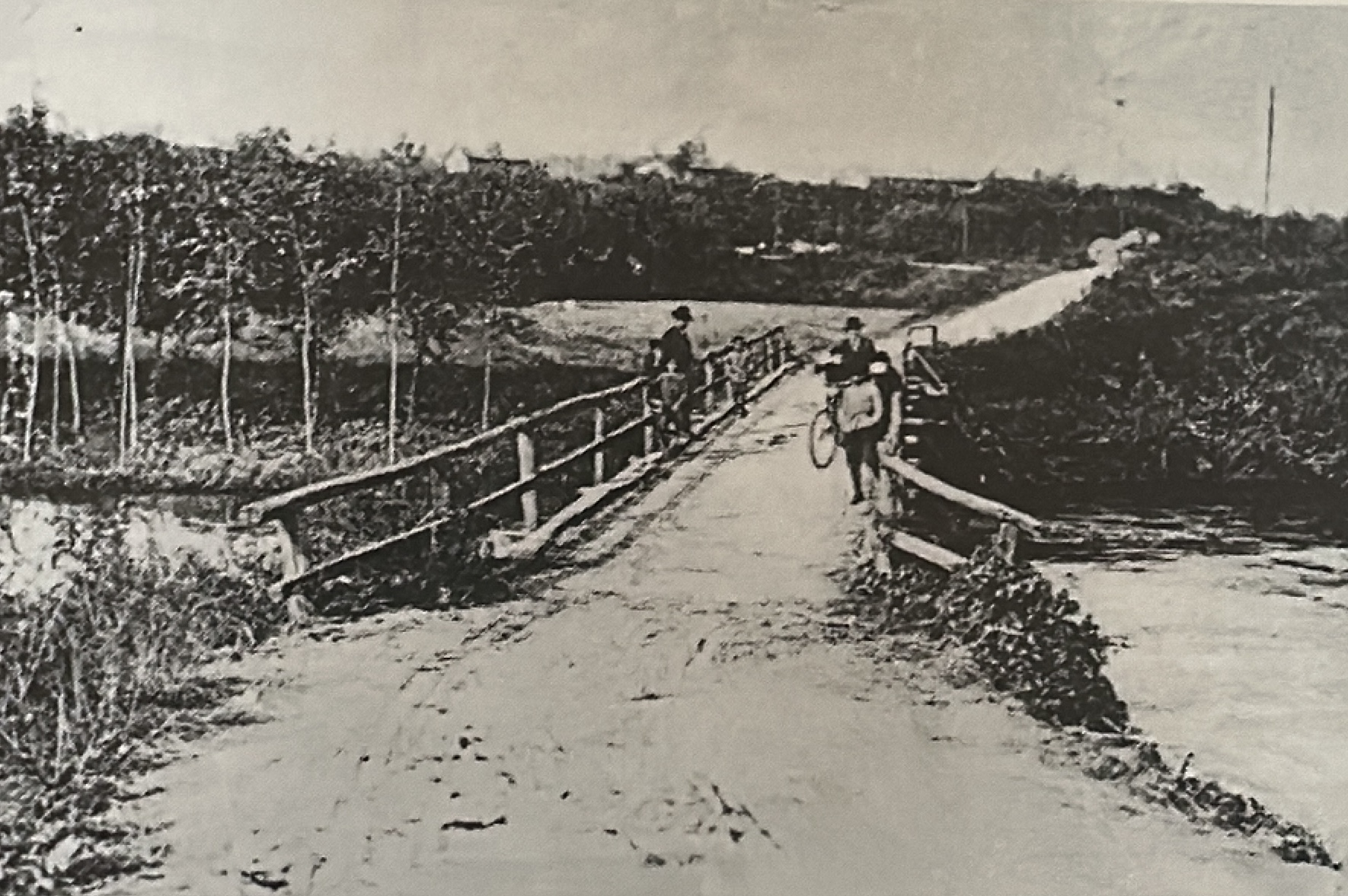
L’antico ponte in legno sul Terdoppio che collegava Mezzana R. A Zinasco V. (Pv)

La questione si risolve solo nel 1928, con la
"vittoria" del comune di Mezzana e la conseguente costruzione del ponte.
Questo ponte resterà in uso fino agli anni 60, per venire ulteriormente irrobustito e migliorato e tuttora in servizio oggi.

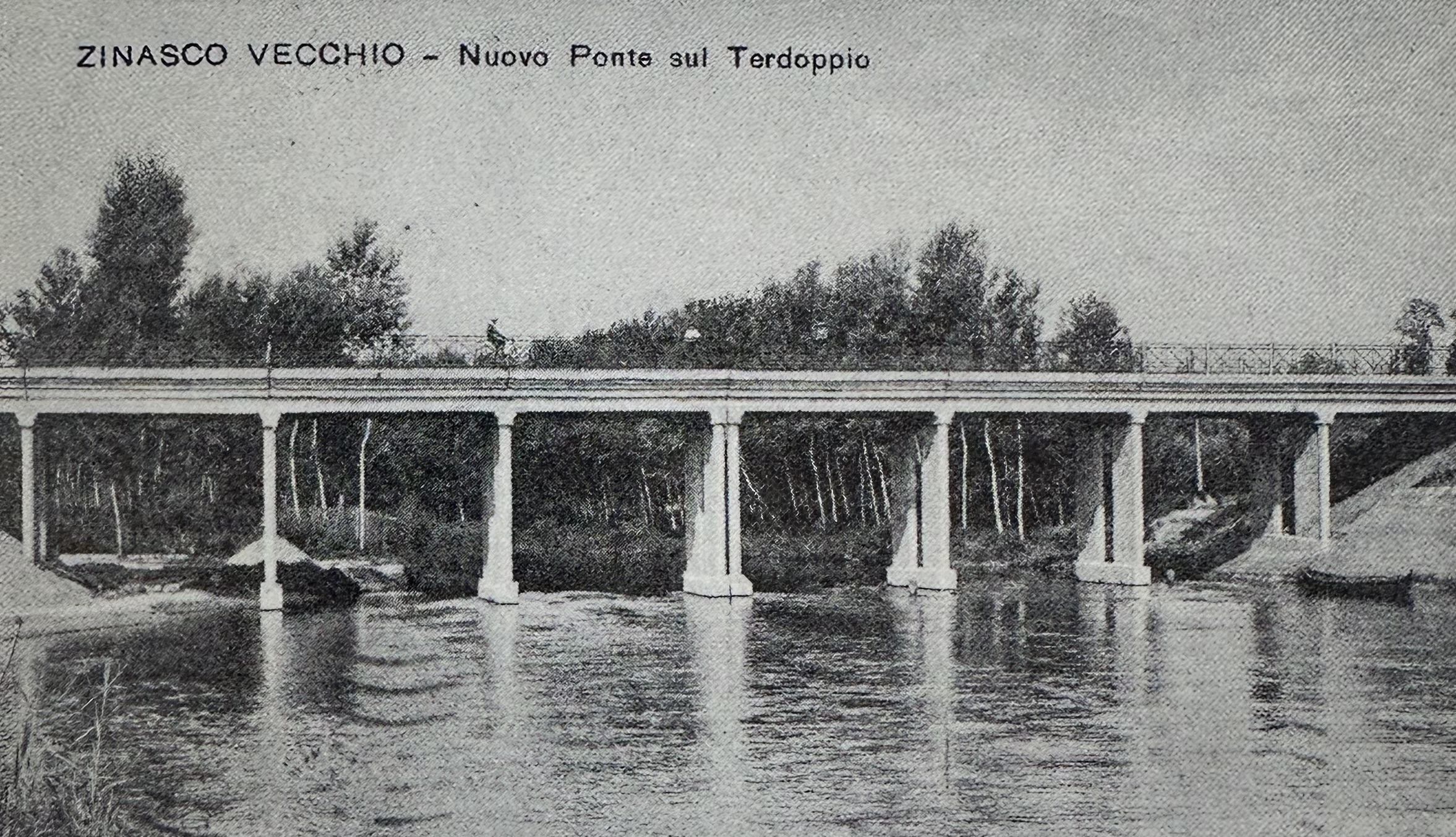
Il “nuovo” ponte sul terdoppio, costruito agli inizi degli anni ‘30 del 900.

## Società

### Evoluzione demografica
Abitanti censiti

## Economia
Le attività produttive sono legate all'agricoltura: vi si coltivano prevalentemente riso e mais. 

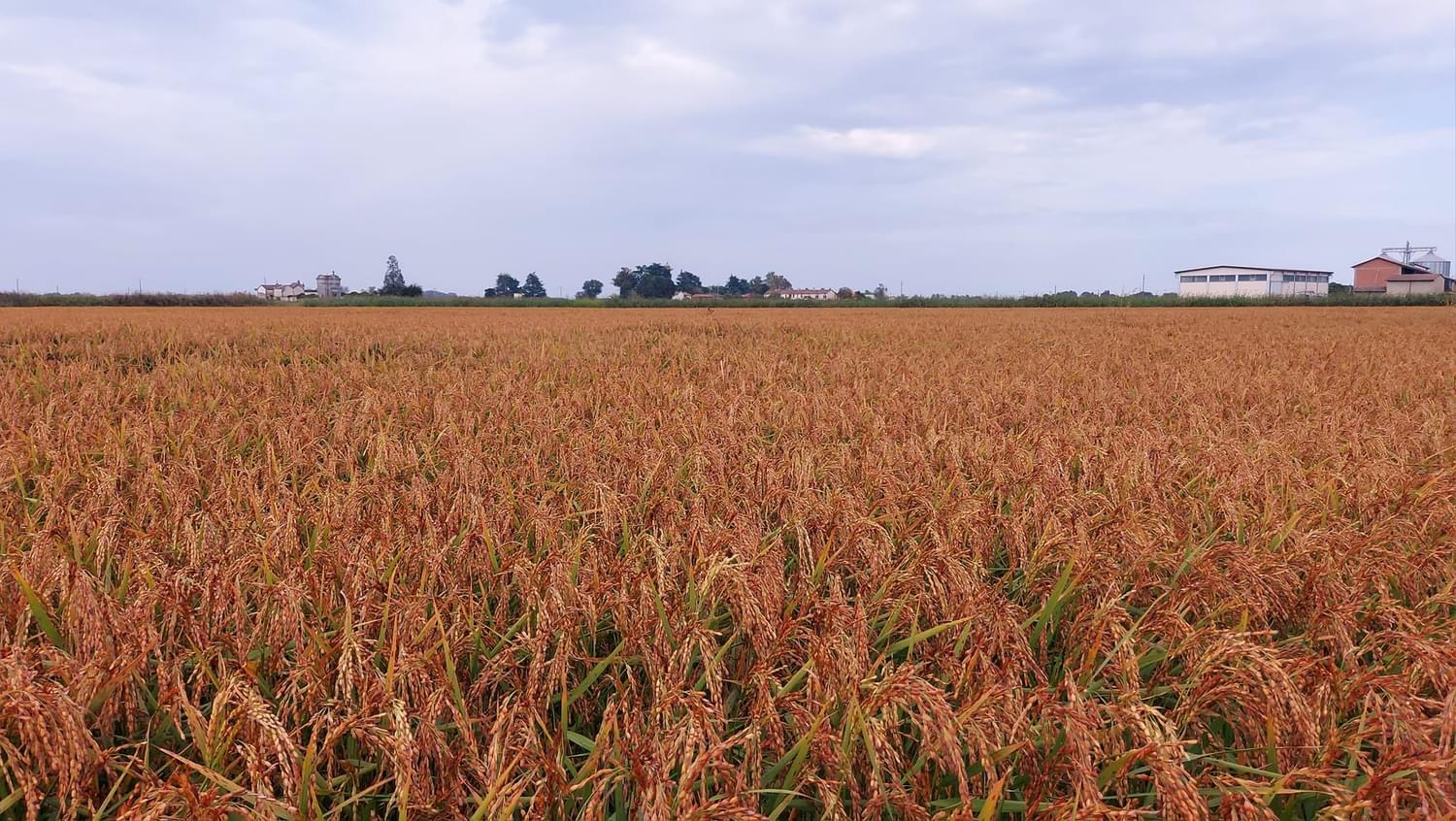
Foto dei campi di riso nel periodo di Settembre a Mezzana Rabattone, sullo sfondo a sinistra la frazione Bombardone, Lomellina (Pv)

In passato vi furono diverse piantagioni di tabacco, ora scomparse.

## Monumenti e luoghi d'interesse

### Chiesa di San Giovanni Battista

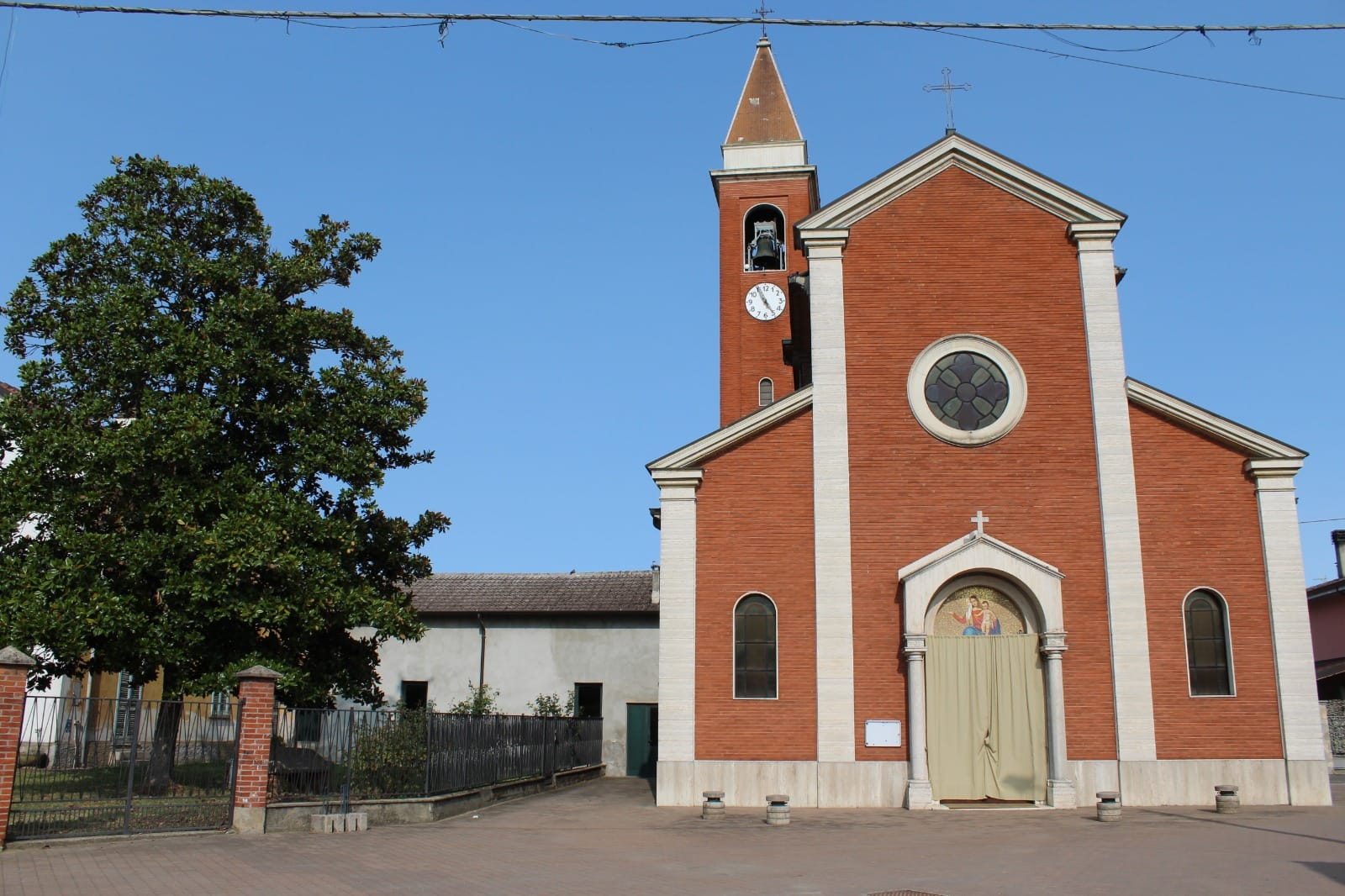
La facciata della chiesa di San Giovanni Battista di Mezzana Rabattone

La chiesa di Mezzana Rabattone, intitolata al patrono, si erge sulle rovine dell'antica chiesa omonima cinquecentesca (in stile romanico) distrutta a seguito dei bombardamenti della seconda guerra mondiale, ma con uno stile più moderno.

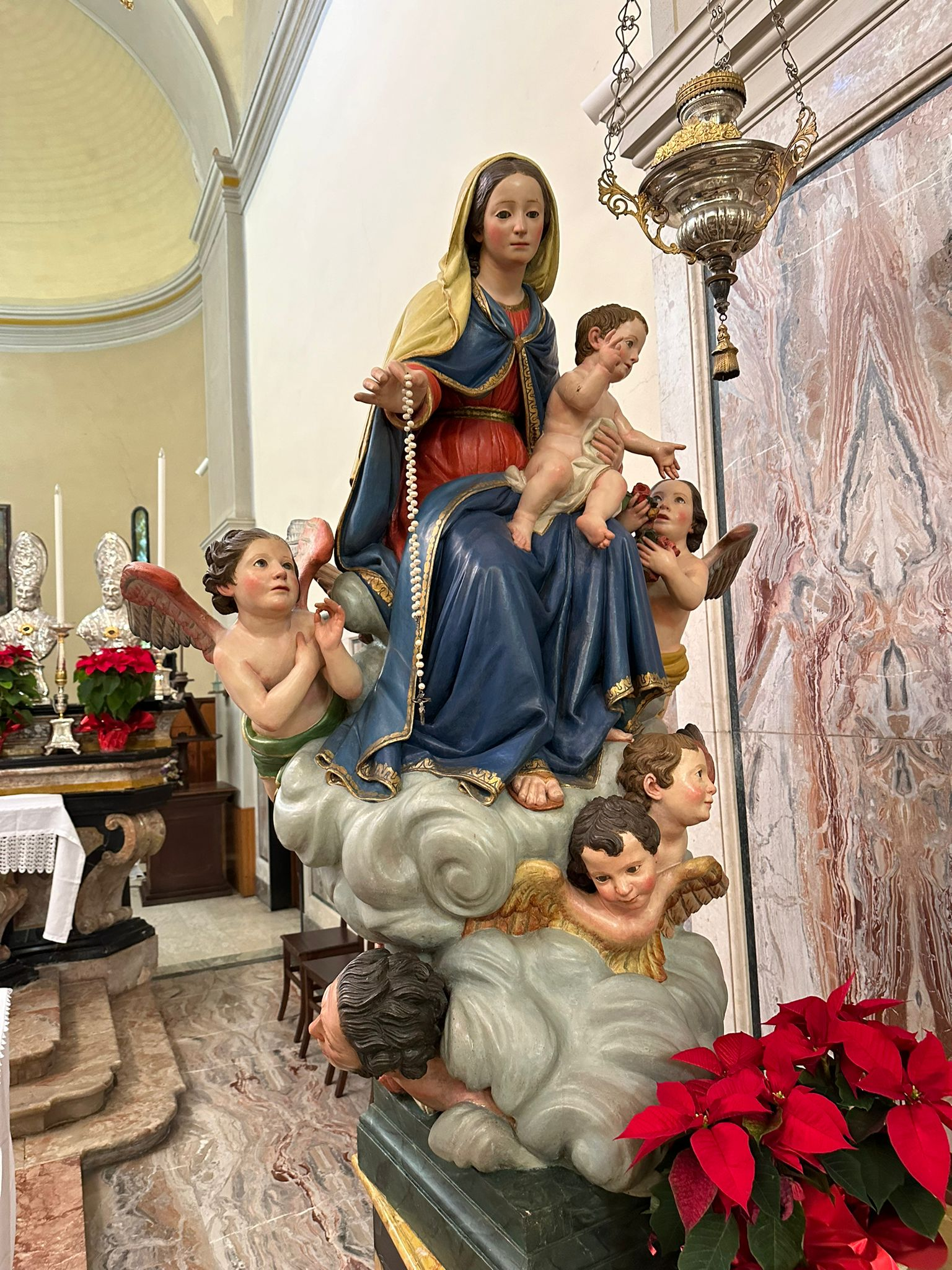
Parte frontale della statua posizionata a sinistra dell'altare della chiesa di Mezzana Rabattone

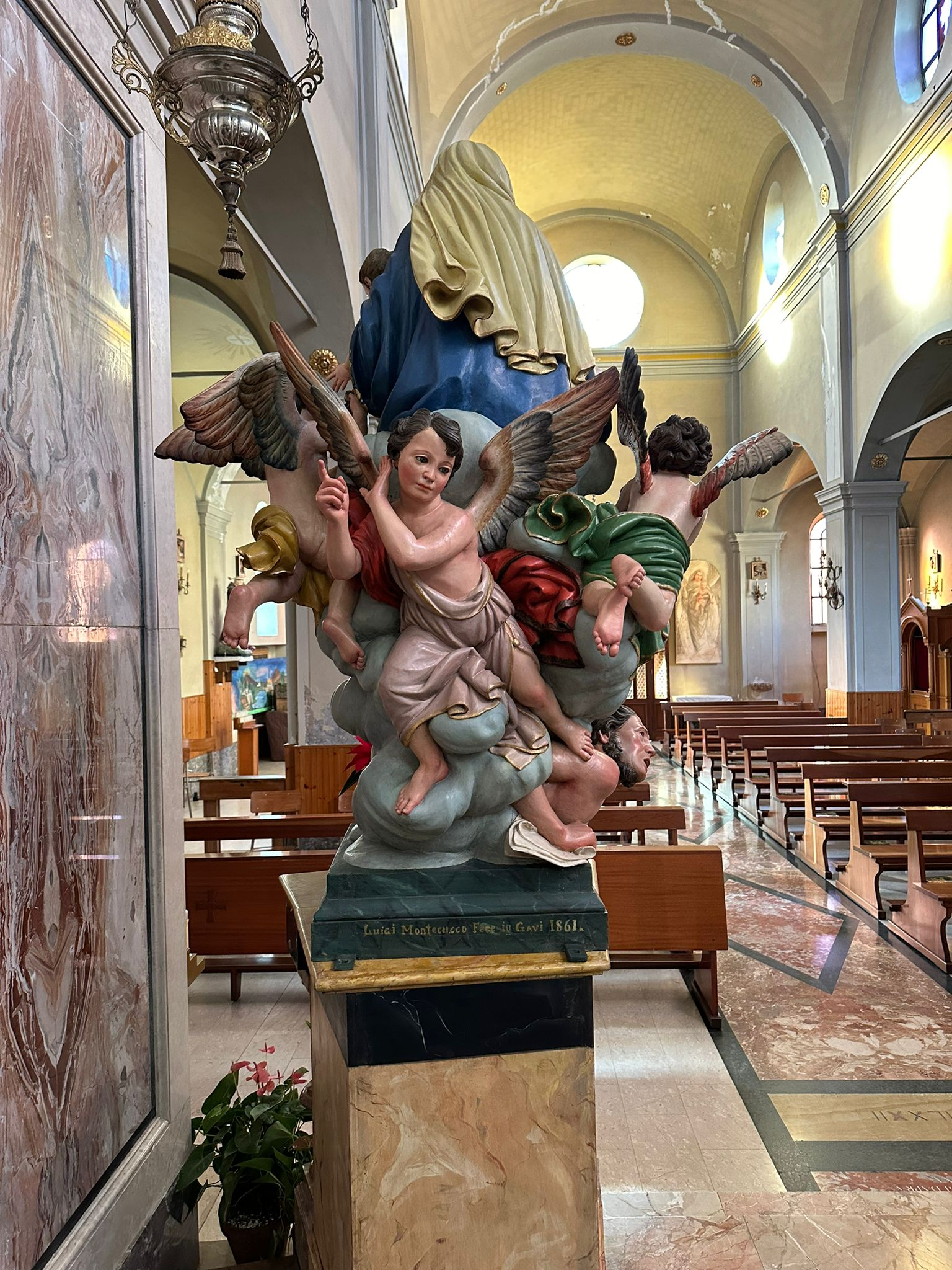
Il retro della statua, dove appaiono il nome dello scultore e l'anno: "Luigi Montecucco Fece in Gavi 1861"

Al suo interno spoglia di affreschi, sulla sinistra dell'altare è esposta una statua in legno dell'artista Luigi Montecucco di Gavi, scolpita nel 1861.

### Piccolo Santuario in memoria dei caduti
Eretto nel 1920 dai reduci della Prima Guerra Mondiale, lungo la strada principale a Mezzana si trova questa cappelletta intitolata ai commilitoni che non hanno fatto ritorno. 

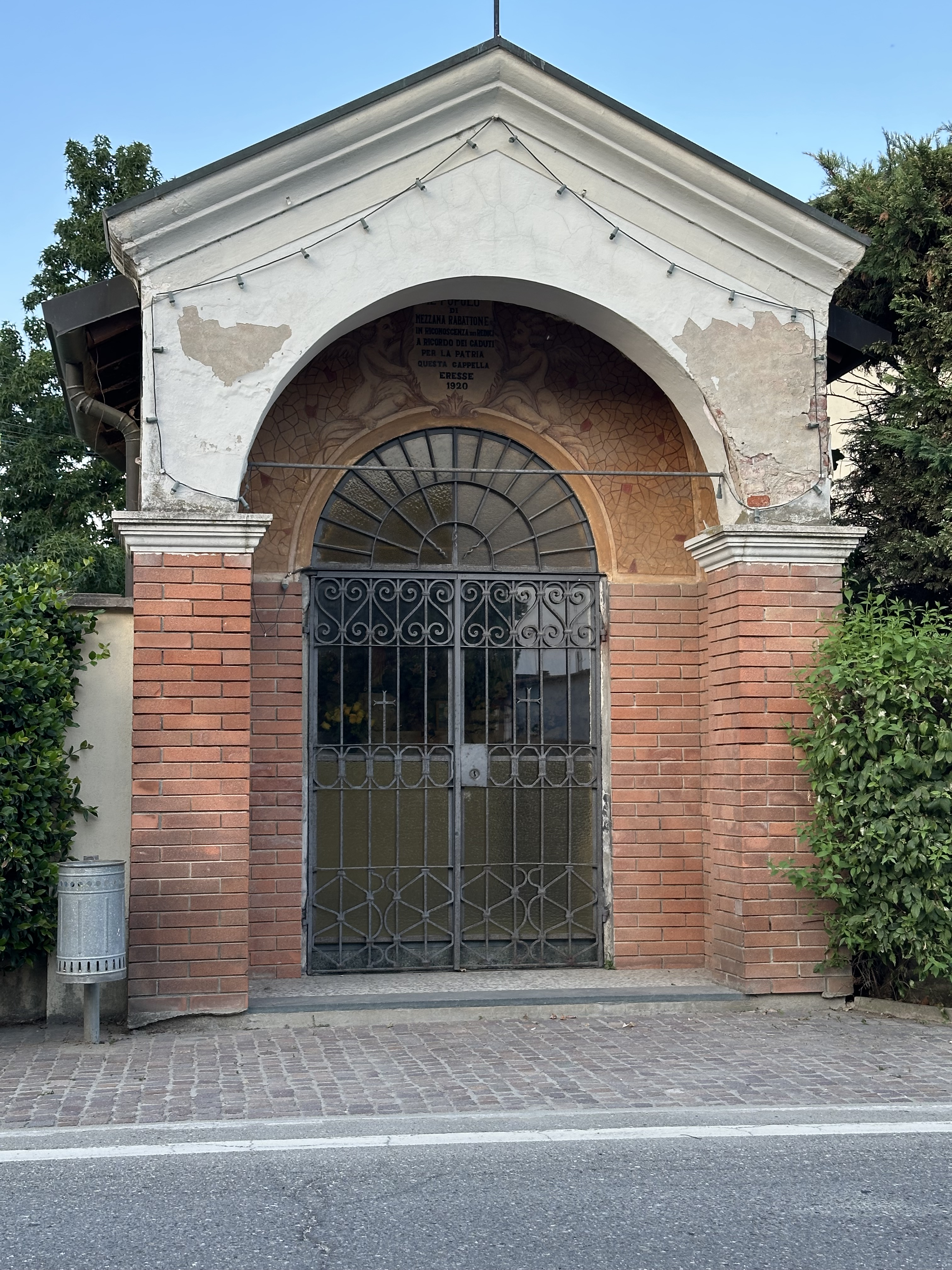
Cappelletto monumentale eretta nel 1920 dai reduci della I guerra mondiale a ricordo dei Caduti

All'interno si trova solo l'altare e una nicchia contenente la statua della Vergine Maria. 
Si possono notare i drappeggi tipici delle grotte ottenuti usando canovacci e stracci impastati con il cemento. 
Ogni anno, a Maggio, la processione in onore della Madonna si ferma per celebrare il Santo Rosario davanti a essa.

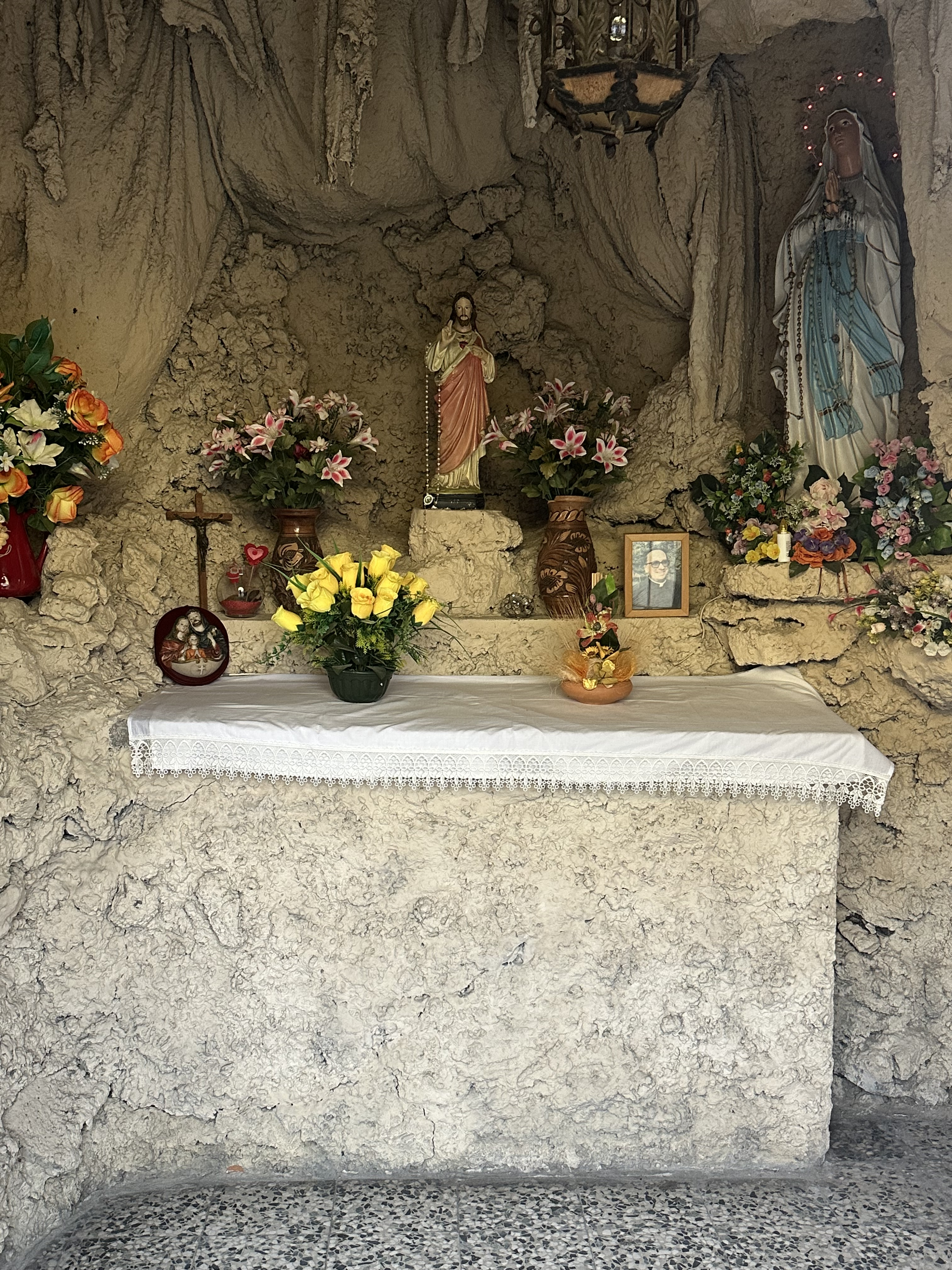
L’interno della cappelletta, dove si possono notare i drappeggi fatti con cemento e stracci a simulare una grotta.

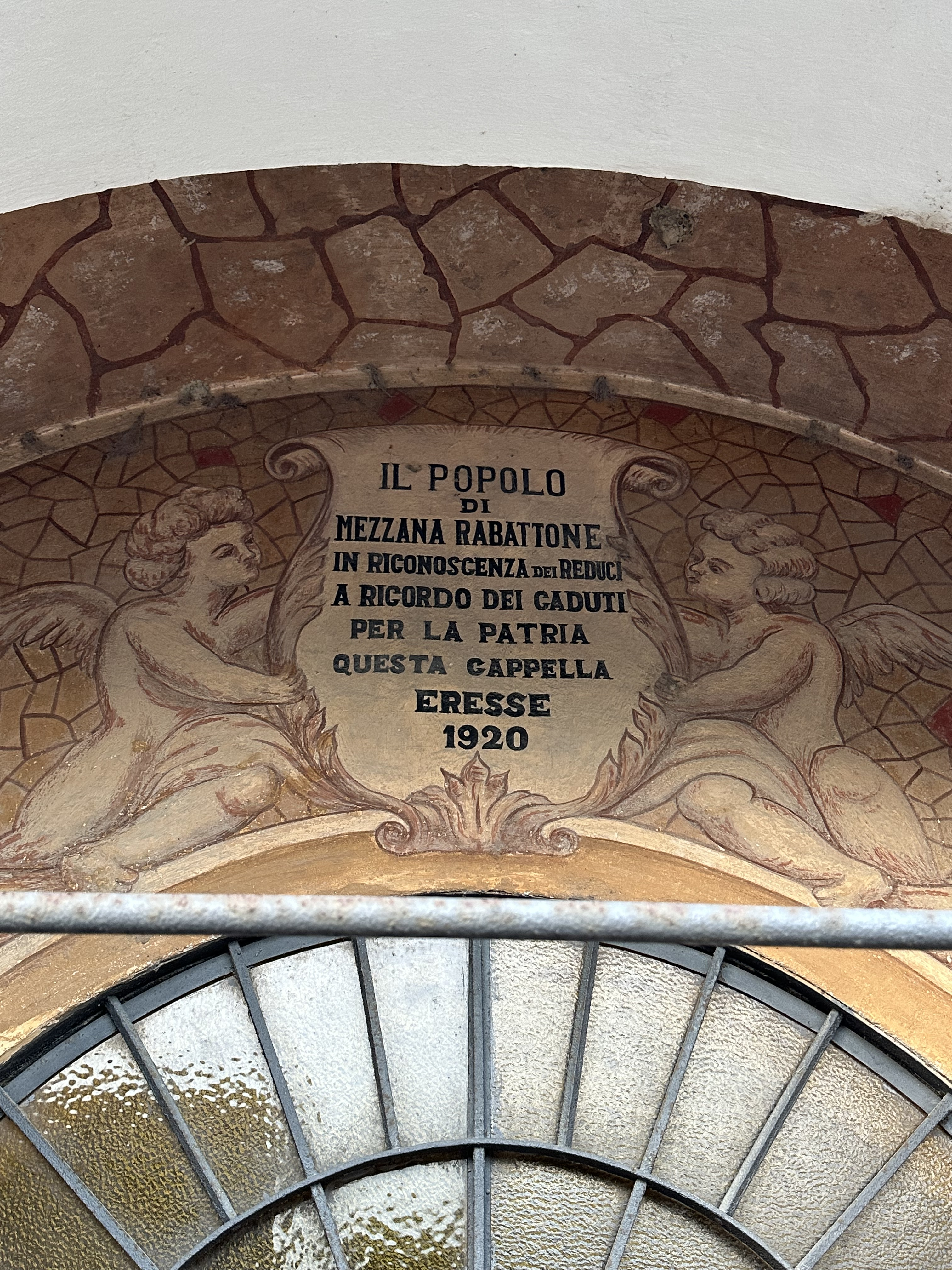
Dettaglio sopra la porta della cappelletta con la data di costruzione

### Oasi dell'airone cinerino
Mezzana Rabattone non può certo definirsi meta turistica; nonostante questo il piccolo paese sa richiamare visitatori diretti alle tranquille spiagge del fiume Po, ai laghetti artificiali realizzati negli anni 2000: bacini originariamente nati come cave per il recupero di materiale inerte e successivamente riqualificate in laghetti, sia per una scuola di vela, sia per costituire un’area naturalistica situata lungo la S.P. 30, ideale per gli amanti della natura e del birdwatching, l'oasi dell'airone cinerino

## Amministrazione e simboli

### Stemma
Lo stemma e il gonfalone sono stati concessi con decreto del presidente della Repubblica del 20 marzo 1984.
Il fiume ricorda lo spostamento del corso del Po realizzato a spese del marchese Mandelli con conseguente unificazione di tutto il comprensorio comunale sulla riva sinistra. I pioppi e i cereali simboleggiano gli alberi e le colture locali; la testa di leopardo è un riferimento al blasone della famiglia Mandelli (di rosso, a tre leopardi d'oro, uno sull'altro) che ebbe in feudo il territorio.
Il gonfalone è un drappo troncato di verde e di giallo.

### Attuale amministrazione
Il sindaco di Mezzana Rabattone è Giorgio Facchina (lista civica), al terzo mandato, dal 27 giugno 2022.